# MonsterZ MATE
MonsterZ MATE（モンスターズ メイト）は、日本の2人組バーチャルYouTuberユニット。所属事務所はバルス株式会社。所属レーベルはVirgin Music。
公式略称はMZM。主にYouTubeにて活動している。

## 概要
吸血鬼ラッパーのユルミラー＝ヴァン＝コーサカ（コーサカ）と、狼男ヴォーカリストのアンジョーダイスケ（アンジョー）による音楽ユニット。挨拶として『メイト！吸血鬼のコーサカです。』（コーサカ）『メイト！狼男のアンジョーです。』（アンジョー）『二人合わせてモンスターズメイトです。』（二人）、複数人で行うスタジオ企画では『〇〇、コーサカ。』などのお題の説明が無い連想ゲームのような挨拶を人数分行い『〇人合わせてモンスターズメイトです。』でポーズをとる（お題は挨拶後に発表される）。動画の終わりでは『バーイセンキュー』（全員）を多く用いている。
普段のトーク動画では御茶ノ水の2LDKの部屋にて、エロゲトークや下ネタを交えながら展開していくような、地で行く内容の男性向けの話が多い。そのため、視聴者からは「残念なイケメン」と呼ばれている。時々ゲーム実況も行っている。
自ら企画した動画が多く、シリーズ化された物もある。これまでに、
- 誰が持ってるか王選手権
- アンジョーとあっくん(あっくん大魔王)を株式会社ポケモンに送りたい男とドーラたち
- MZMのオールナイトしないニッポン
- MZMのみなさんのおかげです。（題名こそ「とんねるずのみなさんのおかげでした」のパロディだが、内容は全く異っている。）

などがシリーズ化されており、特に「誰が持ってるか王選手権」は、にじさんじライバーによるユニット・ド葛本社がパロディをしている。
箱の枠を超えたコラボ動画も多く、特にコラボしているのは事務所の後輩（銀河アリス、夜子・バーバンク、風宮まつり）と天開司・朝ノ瑠璃で、2人は銀河アリスを妹と言うほど。また、天開司、朝ノ瑠璃、あっくん大魔王、佐藤ホームズ、ドーラらは準レギュラー扱いされている（天開司のみ明記あり）。
また、MZMのチャンネルでコラボした際は、コラボ相手を含めて「MZM」と言っている（これはモンスターズメイトがコラボ相手を引き込んでいく取り込み方式のため、別企業所属のVTuberも動画内ではモンスターズメイトのメンバーとなる）。
音楽ユニットとしても活動しており、デビューアルバム「MZM」でメジャーデビューを果たす。
ミュージックビデオの制作は、彼らと同じくバルス株式会社所属の深山詠美（ふかやま えみ）によって制作されることが多い。
いわゆる『中の人』（演者）を公開している。これはバーチャルYouTuberの中では非常に稀有なケースである。

## メンバー

### ユルミラー＝ヴァン＝コーサカ
ラップ担当。
吸血鬼。身長が低い方。白い帽子を被っている。
群馬県出身。
本人曰く、年齢は100歳以上。
血液型は、A型。
好きな食べ物は、にんにく。
嫌いは食べ物は、ミョウガ、パクチー。
座右の銘は、『艱難辛苦汝を玉にす』。
コラボや男女関係なく、イジリ・煽り・ツッコミ役に徹している。
動画の進行は基本コーサカが担当する。
そして、作家でもあり時々TRPGを考えて動画で他のVtuberにやってもらったり、
自分で他の人が作ったTRPGをやったりしている。

### アンジョーダイスケ
ボーカル担当。
狼男。身長が高い方。銀髪で黒縁眼鏡をかけている。
兵庫県出身（出生は京都府）。
本人曰く、年齢は覚えていない。
血液型は、A型。
愛称は、「アンちゃん」・「ジョーさん」。
好きな食べ物は、肉（主に牛肉）。
嫌いな食べ物は、納豆とブルーチーズ。
座右の銘は『初志貫徹』。
ポンコツキャラで、よくド忘れをする。
- 銀河アリスのコラボ動画で「あたま銀河2号」とイジられる。

コラボの際は、コーサカにイジられるゲストを庇うことが多い。
運が悪い。

## 経歴

### 2018年
- 3月24日、YouTubeチャンネル開設。
- 8月17日、初リアルイベント『MonsterZ MATE　1stシングル「Live your life!!」発売記念 AR Live&Talk Supported by DOCOMO 5G Open Partner Program』を開催[4][5]。
  - 本イベントは、秋葉原と渋谷を5Gおよび専用線で接続し、リアルタイムモーションキャプチャーをデータ伝送してARライブを実施する。5G回線を使ったリアルイベントは本イベントが世界初である。
- 10月12日、ヤミクモケリンと共にupd8に参加[6]。
- 11月10日・11日、『アニメイトガールズフェスティバル2018（AGF2018）』出演[7]。

### 2019年
- 3月9日、自身のYoutubeチャンネルにてメジャーデビューを発表。所属はUNIVERSAL MUSIC JAPAN内レーベルのVirgin Music[8]。
- 5月8日、デビューアルバム「MZM」をリリースし、メジャーデビュー[9][10][11]。
- 5月18日、池袋HUMAXシネマズでワンマンライブを実施。（なお池袋HUMAXシネマは、事務所の後輩である「夜子・バーバンク」が公認アンバサダーとして活動中で、ワンマンライブの注意事項のアナウンサーとして登場）[12]。
  - ライブ終了後、新曲「千年愛」が配信された[13]。
- 9月22日・23日、『DIVE XR FESTIVAL supported by SoftBank』出演[14][15]。
- 9月29日、『FAVRIC』出演[16][17]。
- 11月9日、『#イケメンV祭！2019』出演[18]。

### 2020年
- 10月28日、2ndアルバム『255』をリリース。

### 2021年
- 3月27日、TUBEOUT! Vol.6に出演[19][注釈 5]。
- 12月リリースの3rdアルバム『WalkerZ』をもってユニバーサルミュージックから離れる。

## 作品

### 参加作品
| 発売日         | タイトル      | 収録曲                                                                   | 備考 |
| -------------- | ------------- | ------------------------------------------------------------------------ | ---- |
| 2023年12月15日 | VirtuaREAL.07 | 天才モンスターズの元気が出るルーレット / USAGI Production, MonsterZ MATE |      |

## ミュージックビデオ

### オリジナル
一覧（「唐揚げラップ」を除く）
| 映像外部リンク | 映像外部リンク |
| -------------- | -------------- |
| 元ネタ         |                |

| 映像外部リンク        | 映像外部リンク |
| --------------------- | -------------- |
| 曲のできた経緯        |                |
| ワイパさんによるRemix |                |

### カバー・リミックス
一覧
| 映像外部リンク | 映像外部リンク |
| -------------- | -------------- |
| 原曲           |                |

| 映像外部リンク | 映像外部リンク |
| -------------- | -------------- |
| 原曲           |                |

| 映像外部リンク | 映像外部リンク |
| -------------- | -------------- |
| 原曲           |                |

| 映像外部リンク | 映像外部リンク |
| -------------- | -------------- |
| 原曲           |                |

| 映像外部リンク | 映像外部リンク |
| -------------- | -------------- |
| 原曲           |                |

| 映像外部リンク | 映像外部リンク |
| -------------- | -------------- |
| 原曲           |                |
| K's Remix      |                |

| 映像外部リンク             | 映像外部リンク |
| -------------------------- | -------------- |
| RICH BRIAN TOKYO FREESTYLE |                |
| 原曲①                      |                |
| 原曲②                      |                |

| 映像外部リンク | 映像外部リンク |
| -------------- | -------------- |
| 原曲           |                |
| off vocal      |                |

| 映像外部リンク | 映像外部リンク |
| -------------- | -------------- |
| 原曲           |                |

| 映像外部リンク | 映像外部リンク |
| -------------- | -------------- |
| 原曲           |                |

| 映像外部リンク          | 映像外部リンク |
| ----------------------- | -------------- |
| 原曲（YouTube自動生成） |                |

| 映像外部リンク          | 映像外部リンク |
| ----------------------- | -------------- |
| 原曲（YouTube自動生成） |                |

| 映像外部リンク | 映像外部リンク |
| -------------- | -------------- |
| 原曲           |                |

## 中の人
- コーサカ：高坂はしやん（こうさか はしやん、歌い手・作家・脚本家）
- アンジョー：un:c（アンク、歌い手）

なお、共に現在でも同名義としてニコニコ動画/ライブで行っているため、アンジョーとコーサカは別名義として考えても良い。
自分たちの素性を明かすに当たり、過去PANORAで行われた高坂はしやんに対するインタビューで「中の人バレによる炎上が面倒」と答えている。実際、初期の頃は「高坂はしやん」アカウントで投稿している。
また上記のインタビューにおいて、
- VTuberが好きな人はプロレスも分かってくれる（彼の表現を借りるなら「プロレスファンは、グレート・ムタの正体が武藤敬司と知っていても、互いを別人としてプロレス観戦してる」）ため公開に至った。
- コーサカとアンジョーは長く活動し続けていきたいため、キャラを極力作らないようにしている。
- アンジョーとコーサカの中身のことは最低限公表するが、互いに侵食はしないとしている。

ということが語られた。
また、過去には「はしやんとun:c」名義でコラボ経験がある。